# Christina Chalon

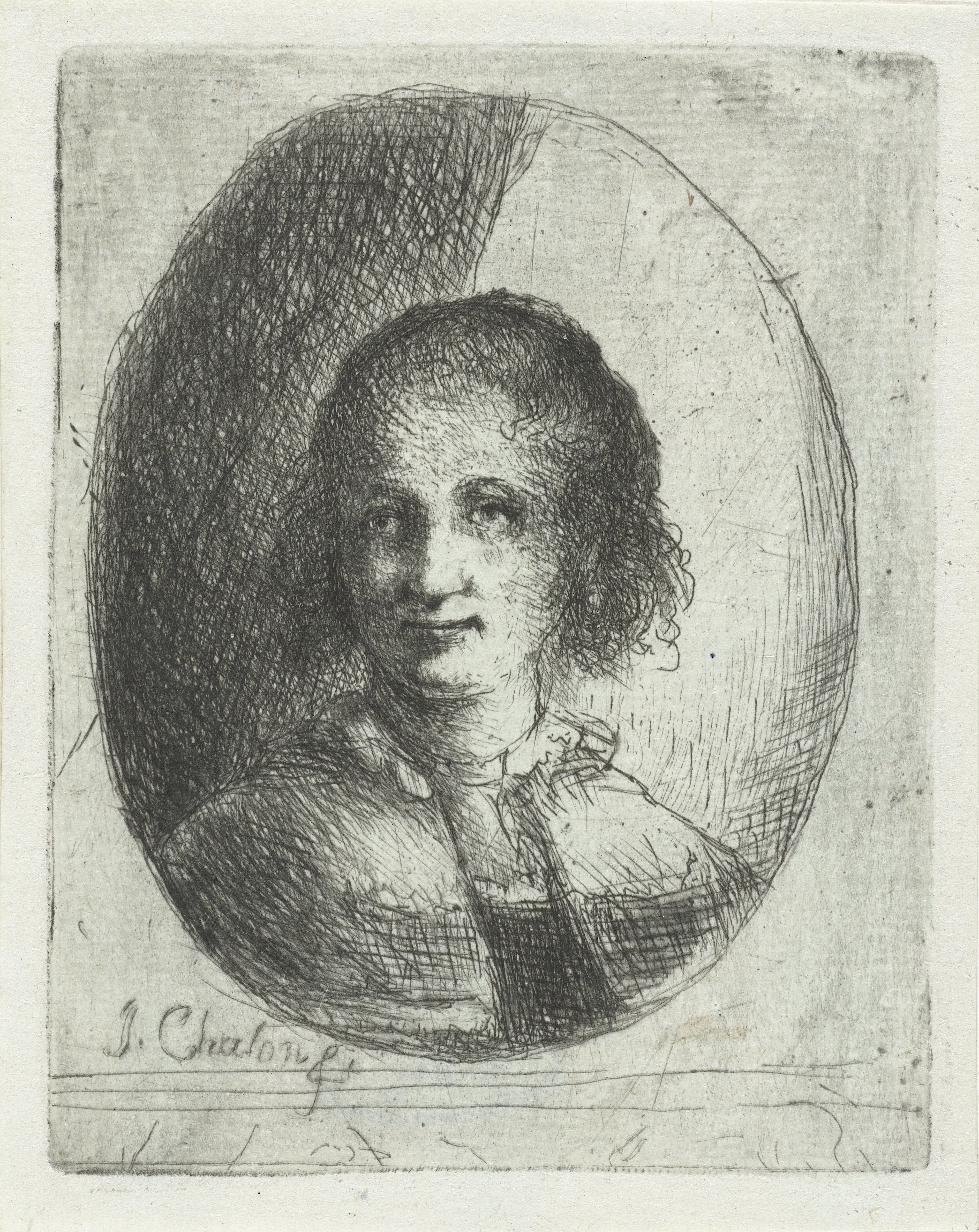
Christina Chalon gezeichnet von Jan Chalon

Christina Chalon (* getauft am 27. Mai 1749 in Amsterdam; gestorben am 18. Dezember 1808 in Hazerswoude-Rijndijk) war eine niederländische Malerin und Zeichnerin.

## Leben

Gruppe von Menschen vor einer Bäckerei

Familiengruppe

Kinder um Babystuhl, Kinderbett

Christina Chalon wurde am 27. Mai 1749 getauft. Sie war eine Tochter des Musikmeisters Hendrik Chalon (1715–1789) und Susanna van Bullingen (1715–1777). Ihr Großvater war der Maler Louis Chalon (1687–1741) und Ihr Bruder der Maler Jan Chalon. Christina Chalon heiratete 1784 den Kaufmann und Musiker Christiaan Friedrich Ruppe(1753–1826). Alle Kinder wurden tot geboren.
Christina Chalon wurde in eine Künstlerfamilie geboren. Ihr Großvater Louis Chalon war Maler und Schauspieler am Amsterdamer Theater, ihr Vater dort Orchestermeister. Auch ihre Brüder (1738–1795) und Hendrik Lodewijk (1744–?) waren ausgebildete Musiker. Chalon hatte eine gute Singstimme und konnte Klavier spielen. Als Malerin wurde sie von ihrer Cousine Sara Troost, bereits ab dem siebten Lebensjahr ausgebildet. Sie soll bereits als Kind viel Begabung zum Zeichnen gezeigt haben. Später erhielt sie auch Unterricht vom Schwager von Troost, dem Kaufmann und Maler Cornelis Ploos van Amstel. Auch das Radieren erlernte sie.
Nachdem die Familie in den 1760er Jahren nach Leiden umgezogen war, verstarb dort 1777 Christinas Mutter und Christina übernahm die Führung des Haushalts. Eine Serie von 32 losen Drucken nach ihren Zeichnungen wurde 1779 veröffentlicht. Im selben Jahr folgten weitere Werke, die Pieter de Mare nach den Zeichnungen geätzt hatte. Zu den Themen, die Christina Chalon zeichnete gehörten Bauerngruppen, Mütter mit Kindern, Straßenszenen und häusliche Szenen.
Sie heiratete 1784 den deutschen Kaufmann und Musiker aus Salzungen Christiaan Frederik Rüppe. Auch während ihrer Ehe zeichnete sie weiter. Christina Rüppe wurde zweimal schwanger. Beide Kinder wurden tot geboren und sie erkrankte psychisch. Ihr Mann kümmerte sich jahrelang zu Hause um sie , doch im März 1808 beschloss er, sie in eine private Pflegeanstalt, das Nieuwenburg-Heim in Hazerswoude zu geben. Dort starb sie Ende des Jahres. Am 19. Dezember wurde sie in der Hooglandse-Kirche in Leiden beigesetzt.

## Werk
Chalons Werk steht stilistisch und thematisch in der Tradition bäuerlicher Genreszenen wie sie im 17. Jahrhundert populär waren. Jedoch richtete Chalon ihre Aufmerksamkeit nicht auf trinkende, streitende oder würfelspielende Bauern, sondern auf Figuren, die in ruhigen häuslichen Innenräumen und anderen ländlichen Umgebungen alltägliche Aufgaben verrichten, in einfühlsam beobachtete Interaktionen zwischen Erwachsenen und Kindern. Spielen, Laufenlernen oder dem Zupfen am Rock der Mutter sind wiederkehrende Themen ihrer Arbeiten.
Im Morgan-Band befinden sich 106 Zeichnungen sowie 17 Radierungen. Er wurde zu Christina Chalons Lebzeiten von Isaac van Buren, Amtmann von Noordwijkerhout, Hillegom, Lisse und Voorhout, zusammengestellt. Vermutlich ist dies die größte Einzelsammlung ihres Werks, die heute bekannt ist. Es ist in drei Abschnitte gegliedert und lässt die Entwicklung des zeichnerischen Könnens im Laufe ihres Lebens nachvollziehbar werden. Im Teil eins befinden sich zehn Beispiele ihres Frühwerks, die früheste Zeichnung ist auf das Jahr 1754 datiert. Danach folgen 25 Arbeiten in Feder und Tusche sowie gelegentlich in grauer und brauner Lavierung. Im letzten und größten Teil befinden sich 71 hochvollendeten Aquarellstudien, die die große Affinität und das Können von Christina Chalon herausstellen. Wie es für Chalons Werk typisch ist, sind fast alle Zeichnungen entweder mit den Initialen der Künstlerin („C: C: f:“) oder ihrem vollständigen Namen („Chrᵃ: Chalon f:“) signiert.
Christina Chalons Werk hatte zu ihren Lebzeiten viele Bewunderer. Der Leidener Sammler Hendrik Dibbets, der auf der Titelseite der Allusive Gedigjes erwähnt wird, besaß Werke von ihr, ebenso wie sein Mitbürger Isaac van Buuren, diese sind noch immer im Besitzt der Königlichen Bibliothek in Den Haag in der Van Buuren-Sammlung.
Ihre Werke befinden sich heute unter anderem in den Sammlungen des Rijksmuseum Amsterdam des Museum Boijmans Van Beuningen, des Kröller-Müller Museums und weiteren.